# Karel Pešek
Karel Pešek-Káďa (Olomouc, Imperi Austrohongarès, 20 de setembre de 1895 - Praga, 30 de setembre de 1970) va ser un jugador d'hoquei sobre gel i futbolista txecoslovac que va competir a començaments del segle xx.
El 1920, un cop superada la Primera Guerra Mundial, va prendre part en els Jocs Olímpics d'Anvers, on guanyà la medalla de bronze en la competició d' hoquei sobre gel. En aquests mateixos Jocs disputà la competició de futbol, convertint-se en l'únic esportista en disputar un esport d'estiu i un d'hivern en uns mateixos Jocs. Quatre anys més tard, als Jocs de París tornà a disputar la competició de futbol.
Com a futbolista jugà de migcampista a l'AC Sparta Praga entre 1913 i 1933, en què marxà 149 gols. Guanyà la lliga el 1919, 1922, 1926 i 1927. Amb la selecció nacional de Txecoslovàquia disputà 44 partits, en què marcà un gol.